# (24603) Mekistheus
(24603) Mekistheus (1973 SQ) – planetoida z grupy trojańczyków okrążająca Słońce w ciągu 11,85 lat w średniej odległości 5,2 j.a. Odkryta 24 września 1973 roku.